# Balfour (Nowa Zelandia)
Balfour – miasto w Nowej Zelandii, na Wyspie Południowej, w regionie Southland.